# Pteris vaupelii
Pteris vaupelii är en kantbräkenväxtart som beskrevs av Georg Hans Emmo Wolfgang Hieronymus. Pteris vaupelii ingår i släktet Pteris och familjen Pteridaceae. Inga underarter finns listade.